# آمال البابا
آمال البابا، هي كاتبة روائية لبنانية درست فنون الإعلام في الجامعة الأميركية في بيروت وتخرّجت عام 2013. دراسة الماجستير في اختصاص اللغة والأدب العربي.

## من مؤلفاتها
- بروتوكول (رواية).
- مذكرات جنين (رواية).

## الجوائز
شاركت وفازت في مسابقة روائية على صعيد لبنان (جائزة الأرز الأدبية)، وكانت الجائزة نشر عمل الفائز، حيث نُشرت لها رواية بعنوان «مذكرات جنين».

## وصلات خارجية
- حوار آمال البابا مع صحيفة العربي الجديد.
- صفحة كتبها على موقع كودريدرز
- (فيديو): لقاء تلفزيوني مع الروائية اللبنانية آمال البابا
- (فيديو): مقابلة مع آمال البابا حول رواية بروتوكول